# Кјоко Јано
Кјоко Јано (јап. 矢野 喬子; 3. јун 1984) бивша је јапанска фудбалерка.

## Репрезентација
За репрезентацију Јапана дебитовала је 2003. године. Са репрезентацијом Јапана наступала је на три Олимпијским играма (2004., 2008. и 2012) и три Светска првенства (2003., 2007. и 2011). За тај тим одиграла је 74 утакмица и постигле је 1 гол.

## Статистика
| Јапан  | Јапан | Јапан |
| Год.   | Ута.  | Гол.  |
| ------ | ----- | ----- |
| 2003   | 9     | 1     |
| 2004   | 5     | 0     |
| 2005   | 5     | 0     |
| 2006   | 16    | 0     |
| 2007   | 6     | 0     |
| 2008   | 10    | 0     |
| 2009   | 1     | 0     |
| 2010   | 13    | 0     |
| 2011   | 4     | 0     |
| 2012   | 5     | 0     |
| Укупно | 74    | 1     |